# Toi toi toi!
「toi toi toi!」（トイトイトイ!）は、デーモン閣下の楽曲である。2011年にEテレのミニ番組『Eテレ 0655』で初放送された。

## 概要
デーモン自身が出演しているEテレのミニ番組『Eテレ 0655』と『Eテレ 2355』の「おはようソング」「おやすみソング」となっている楽曲で、楽曲名の「toi toi toi」はドイツのおまじないの言葉である。
『Eテレ 0655』と『Eテレ 2355』で放送されている通常バージョンのほかに、『Eテレ 0655』で放送されている「くもりのち晴れ編」、2016年1月27日に発売された番組初のベスト・アルバム『0655/2355 ソングBest! 明日がくるのをお知らせします』に収録されている「toi toi toi!! 〜幸せを願う特別編〜」、2017年11月8日に発売されたデーモンのアルバム『うただま』に収録されている「toi toi toi !! -うただま編-」などがある。